# Dactylosoma hannesi
Dactylosoma hannesi is een soort in de taxonomische indeling van de Myzozoa, een stam van microscopische parasitaire dieren. Het organisme komt uit het geslacht Dactylosoma en behoort tot de familie Dactylosomatidae. Dactylosoma hannesi werd in 1981 ontdekt door Paperna.